# Scharre
Die Scharre ist eine Ortslage in der Gemeinde Bogatynia in Polen. Sie gehört zu Turoszów, dessen Name nach der vollständigen Abbaggerung des eigentlichen Ortes Turoszów (Türchau) in den 1950er und 1960er Jahren auf den Ort übertragen wurde, und hat keine eigene polnische Bezeichnung.

## Lage
Der Ort befindet sich südlich von Rohnau am rechten Ufer der Miedzianka zwischen Trzciniec Dolny und Zatonie unterhalb des Kraftwerks Turów. Der sächsische Ort Hirschfelde liegt einen Kilometer westlich.

## Geschichte
Den Ursprung des Dorfes bildete eine Schäferei des Vorwerks der Burg Rohnau, die 1494 von der Stadt Zittau aufgekauft wurde. Seit 1559 ist in der Scher ein Bauerngut nachweislich, das 1576 geteilt wurde. Das westliche Gut kam zu Hirschfelde, das fortan als Hirschfelde mit der Scharre bezeichnet wurde und die Seitendorfer Scharre wurde nach Seitendorf (Zittauer Anteil) eingegliedert.
Der Hirschfelder Teil wuchs, vom Gut wurden mehrere Gärtner- und Häuslergrundstücke abgetrennt. Seit 1749 besaß Friedrich Apelt das Schankrecht. Als 1753 der begüterte Michael Hartig die Schänke erworben hatte, führte dies zu Differenzen mit dem Hirschfelder Ortsrichter. Um die langwierigen Auseinandersetzungen zu beenden, erhielt die Scharre durch die Stadt Zittau die Lehngerichtsbarkeit zugesprochen. Gerichtsort war die Schänke, die später auch als Gasthaus Weißes Lamm bekannt wurde.

Gasthaus Weißes Lamm am Anfang des zwanzigsten Jahrhunderts
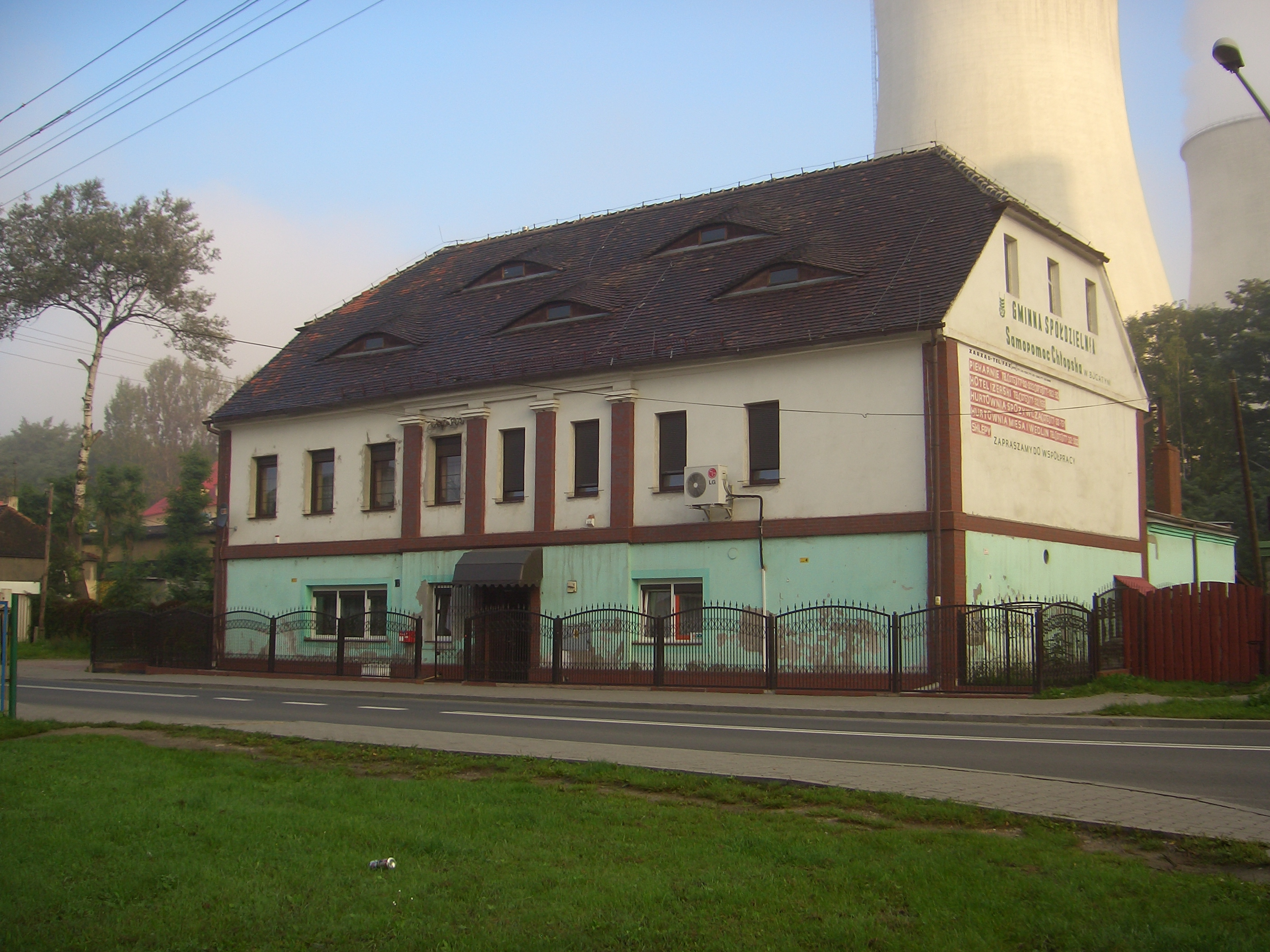
Das ehemalige Weiße Lamm heute als Verwaltungsgebäude
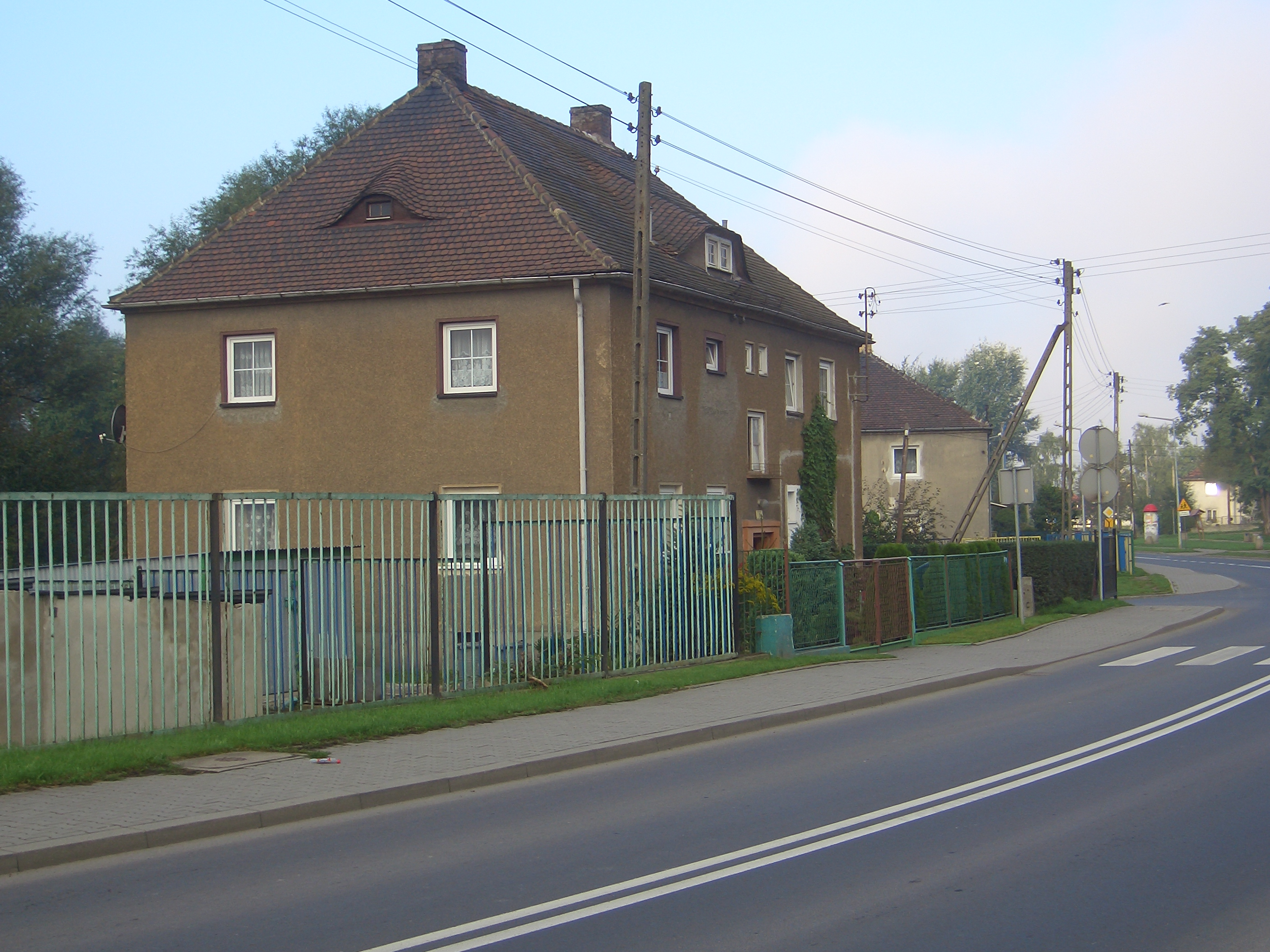
Wohnhäuser in Scharre

Mit der Ablösung der Patrimonialgerichtsbarkeit wurde die Scharre 1856 zu einer eigenständigen Gemeinde und behielt diesen Status bis zur Eingemeindung nach Hirschfelde im Jahr 1914. 1870 lebten in der Scharre 60 Einwohner, 1890 hatte sich die Zahl auf 127 verdoppelt und war bei der letzten Erhebung von 1910 vor dem Verlust der Selbstständigkeit auf 109 zurückgegangen.
Die industrielle und bergbauliche Entwicklung der Umgebung zu Beginn des 20. Jahrhunderts führten zu einem Bevölkerungsanstieg. In den benachbarten Dörfern Hirschfelde und Seitendorf sowie der Hirschfelder Ortschaft Lehde waren in den 1920er Jahren Arbeitersiedlungen errichtet worden. Daraufhin erwiesen sich die örtlichen Dorfschulen als zu klein. Deshalb fasste die Gemeinde Hirschfelde den Beschluss zur Errichtung einer Zentralschule, in die auch die Kinder aus Rohnau, Türchau, Gießmannsdorf und der Bergarbeiterkolonie Seitendorf eingeschult werden sollten. Mit der Errichtung des modernen Baus wurde 1925 begonnen und am 24. April 1927 erfolgte seine Einweihung. An einen großen rechteckigen Schulhof schloss sich eine zweiseitige Bebauung mit einem mit Laubengang versehenen Schulhaus mit zahlreichen Fachkabinetten und Funktionsräumen und einer daran rechtwinklig anschließenden Turnhalle an. Zum Zeitpunkt der Aufnahme des Schulbetriebs besuchten 604 schulpflichtige Kinder sowie 200 Fortzubildende die Schule.

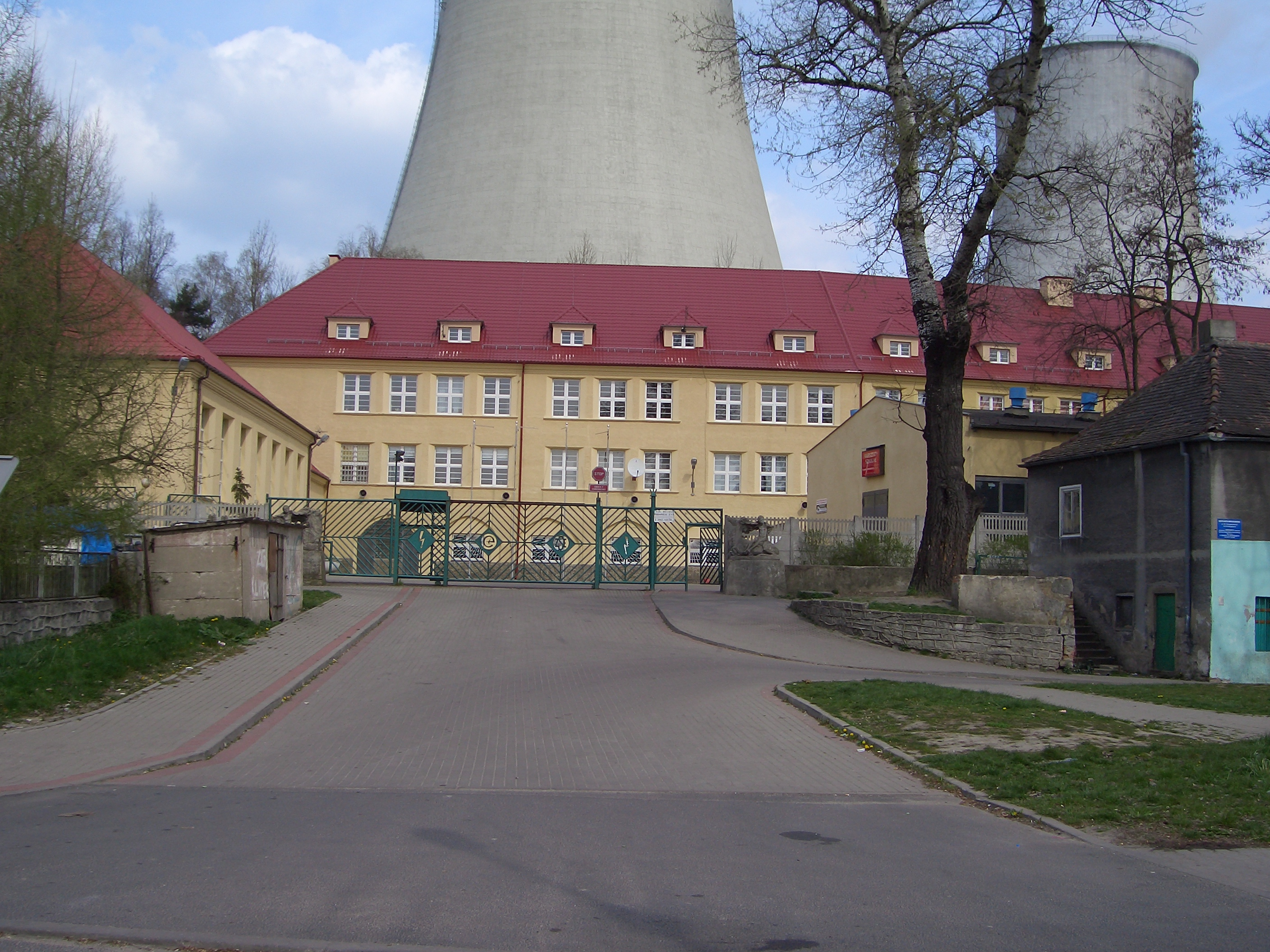
Ehemalige Zentralschule Hirschfelde
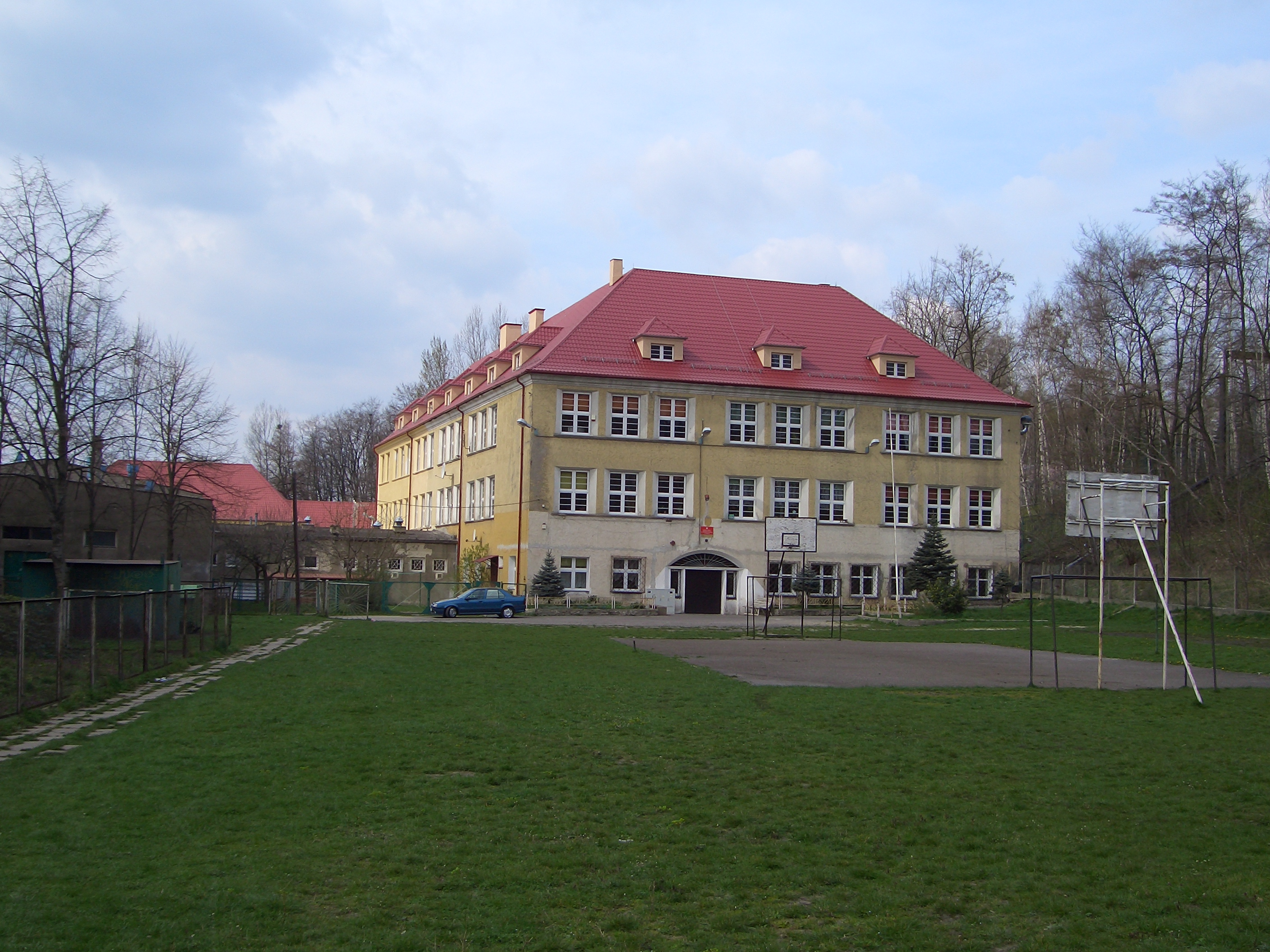
Ehemalige Zentralschule Hirschfelde mit Sportplatz
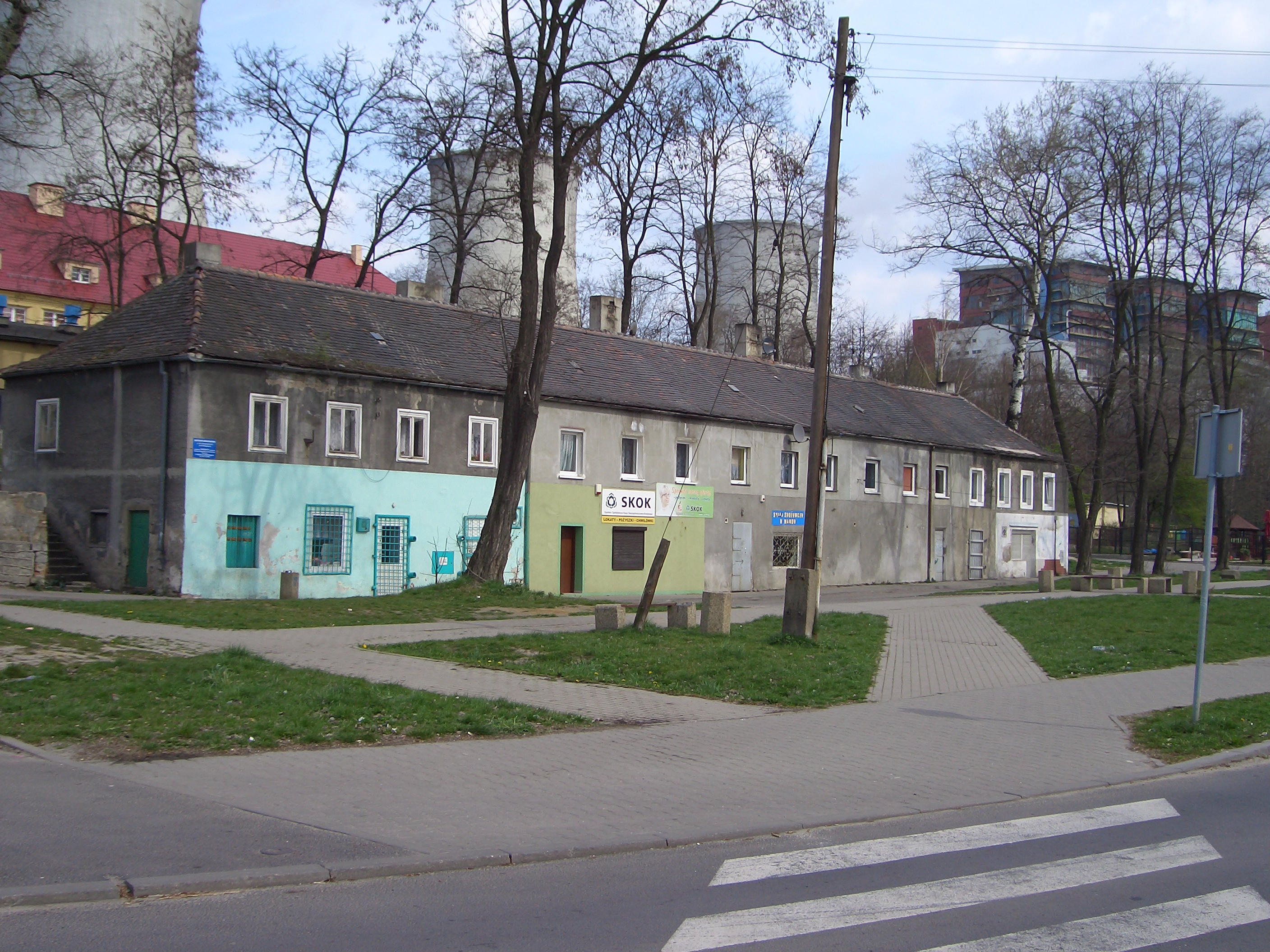
Ehemalige Zentralschule Hirschfelde: Wohnhaus für Lehrkräfte

Die Idee zur Errichtung solcher Zentralschulen bestand in weiteren Gemeinden der Amtshauptmannschaft, wie z. B. in Ostritz. Realisiert wurden solche Pläne u. a. 1929 mit dem Bau der Zentralschule in Olbersdorf.
Nach dem Zweiten Weltkrieg kam die Scharre zu Polen und wurde mit Lehde und dem damals noch vorhandenen Oberdorf von Türchau zur Gemeinde Turoszów vereinigt. Nach der Abtragung des namensgebenden Ortsteils bildeten Trzciniec Dolny und die frühere Scharre, die keinen eigenen polnischen Namen erhielt, die Gemeinde Turoszów, die 1973 nach Bogatynia eingemeindet wurde.
Unmittelbar nördlich des Ortes entstand 1962 das Kraftwerk Turów, das 1962 in Betrieb ging.